# Michael O’Halloran (Politiker)
Michael O’Halloran (* 7. Oktober 1936 in Dublin; † 3. Mai 2023 ebenda) war ein irischer Politiker der Irish Labour Party und Gewerkschafter. 

## Leben
Michael O’Halloran war der Sohn eines gleichnamigen Bäckers und arbeitete zunächst ebenfalls als Bäcker bei Boland’s Bakery in Dublin. Wie sein Vater engagierte er sich in der Gewerkschaft Irish Bakers, Confectioners and Allied Workers Amalgamated Union (IBCAWAU). Ab 1961 war er in Vollzeit für den Gewerkschaftsbund Irish Congress of Trade Unions (ICTU) tätig.
O’Halloran war von 1979 bis 1991 Mitglied des Stadtrats von Dublin und wurde als solches zum Oberbürgermeister der Stadt gewählt. O’Halloran übte das Amt für eine einjährige Amtszeit vom 2. Juli 1984 bis Ende Juni 1985 aus. Er trat auch mehrfach für die Irish Labour Party bei Wahlen zum Dáil Éireann an (1977, 1981, 1982, 1989), wurde jedoch nicht gewählt.
Michael O’Halloran starb 2023 mit 86 Jahren im Beaumont Hospital in Dublin. Er hinterließ seine Ehefrau, eine Tochter und drei Söhne.